# Tipula aymara
Tipula aymara är en tvåvingeart som beskrevs av Alexander 1912. Tipula aymara ingår i släktet Tipula och familjen storharkrankar.
Artens utbredningsområde är Bolivia. Inga underarter finns listade i Catalogue of Life.